# Misión hiberno-escocesa

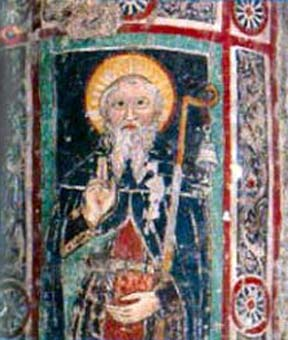
San Columbano de Luxeuil, uno de los más importantes misioneros hiberno-escoceses.

La misión hiberno-escocesa fue una misión de evangelización liderada por monjes irlandeses y escoceses para difundir el cristianismo y establecer monasterios en Gran Bretaña y la Europa continental durante la Alta Edad Media. Se inició el año 563 con la fundación de Iona (un monasterio en una pequeña isla del norte de Escocia) por el monje irlandés San Columba. Estaba dirigida inicialmente al ministerio entre los escotos de Dalriada y a la conversión de los pictos. Durante los siglos siguientes, la misión creció en poder e influencia y se propagó a través de la Inglaterra anglosajona y el reino franco (desde el año 800 convertido en Imperio carolingio). La misión, desde su comienzo, estuvo asociada con la tradición cristiana conocida como cristianismo celta, que se distinguía por organizarse alrededor de monasterios en vez de diócesis y por ciertas prácticas propias, como la confesión. En los territorios de habla germánica se conoció a esta misión con el nombre de Schottenklöster («monasterios escoceses» en alemán), que se refiere particularmente a los monasterios benedictinos fundados por hiberno-escoceses en Alemania y que, a comienzos del siglo XIII, se reunieron en una congregación (la Congregación escocesa) cuyo abad general fue el del monasterio de Santiago o de los escoceses de Ratisbona.
El término latino Scotti se refería genéricamente a los pueblos de habla gaélica de Irlanda y a los irlandeses que se asentaron en el oeste de Escocia. En la Antigüedad tardía y la Alta Edad Media, las denominaciones Scotia, Hibernia y Eire eran utilizadas de forma equívoca para denominar a distintas regiones de las islas británicas, o incluso para ambas. Las fuentes que citan a monjes Scotti viajando por el continente europeo y fundando monasterios, no distinguían el origen concreto de estos hombres, que tanto podían provenir de Irlanda como de Escocia. La identidad del monaquismo cristiano en ambas regiones se relaciona con las migraciones del siglo VI, cuando clanes de Ulster (como el de Airgíalla y el de Uí Néill) se establecieron en lo que hoy es Escocia. Entre ellos estaba Columba de Iona de Gartan, quien, con doce compañeros, fundó el monasterio de Iona en el año 563. Adomnán de Donegal escribió su hagiografía a principios del siglo VIII.
Ya en la Plena Edad Media, a finales del siglo XI y principios del XII, el nombre de Scot o Scotus identificaba al misionero o al viajero como un Gael (un hablante de lenguas goidélicas) y, por tanto, los monjes de origen irlandés o escocés eran comúnmente considerados procedentes del mismo lugar. Entre los misioneros más importantes de esa última época estaba Marianus Scotus (fundador, junto con sus compañeros, del monasterio de san Pedro de Ratisbona en 1072).

## De Columba a Columbanus (563-615)

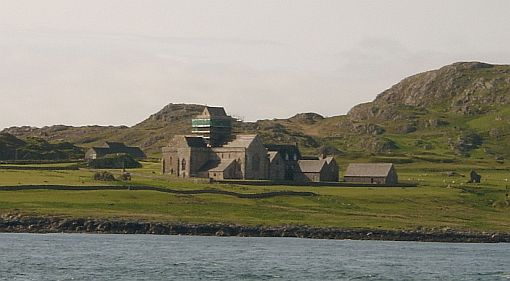
El monasterio de Iona desde el mar.

El cristianismo y el monacato, presentes en Irlanda desde San Patricio (ca. 400), San Finiano (monasterio de Clonard, ca. 520, la escuela de Clonard y los doce apóstoles de Irlanda) y San Ciarán (monasterio de Clonmacnoise, 545) inició su extensión al norte de Escocia a partir del año 563 con la fundación de la abadía de Iona por San Columba. Tras la fundación de Lindisfarne en 635 por San Aidan, los misioneros hiberno-escoceses pudieron convertir a la mayoría de los reyes anglosajones durante las décadas siguientes; el último rey pagano anglosajón, Arwald de la isla de Wight, murió en combate en 686.
Columbano viajó al reino franco en 590, fundando nuevos monasterios hasta su muerte en Bobbio en 615. Llegó al continente con doce compañeros y fundó Annegray, Luxeuil y Fontaines en Francia y Bobbio en Italia. Durante el siglo VII, los discípulos de Columba y otros misioneros escoceses e irlandeses fundan varios monasterios en lo que ahora son Francia, Alemania, Bélgica y Suiza. Los más importantes fueron los de Disibodenberg (Palatinado renano), la San Galo (Suiza), San Pablo, Lure y Cusance (diócesis de Besançon), Bèze (diócesis de Langres), la abadía de Remiremont y la abadía de Moyenmoutier (diócesis de Toul), Fosses-la-Ville (diócesis de Lieja), Mont-Saint-Michel (Péronne), Ebersmunster (baja Alsacia), San Martín (Colonia), el monasterio de los escoceses de Ratisbona, Viena, Erfurt y Wurzburgo. En Italia destacaron los monjes Donato de Fiesole y Andrés el Escoto, ambos de Fiesole. Otro Schottenkloster de los comienzos fue la abadía de Säckingen en Baden (fundada por el misionero irlandés Fridolin de Säckingen, de quien se dice que había fundado otro en Constanza). Otros misioneros hiberno-escoceses activos en el momento, predominantemente en Suabia, fueron Wendelianus (Wendelin de Tréveris), Kilian, Argobasto, Landelino, Trudpert, Pirminius (que fundó la abadía de Reichenau), San Galo (que fundó la abadía de San Galo), Corbiniano de Frisinga, Emerano de Ratisbona y Ruperto de Salzburgo.

## El monacato hiberno-escocés entre los siglos VIII y XIII

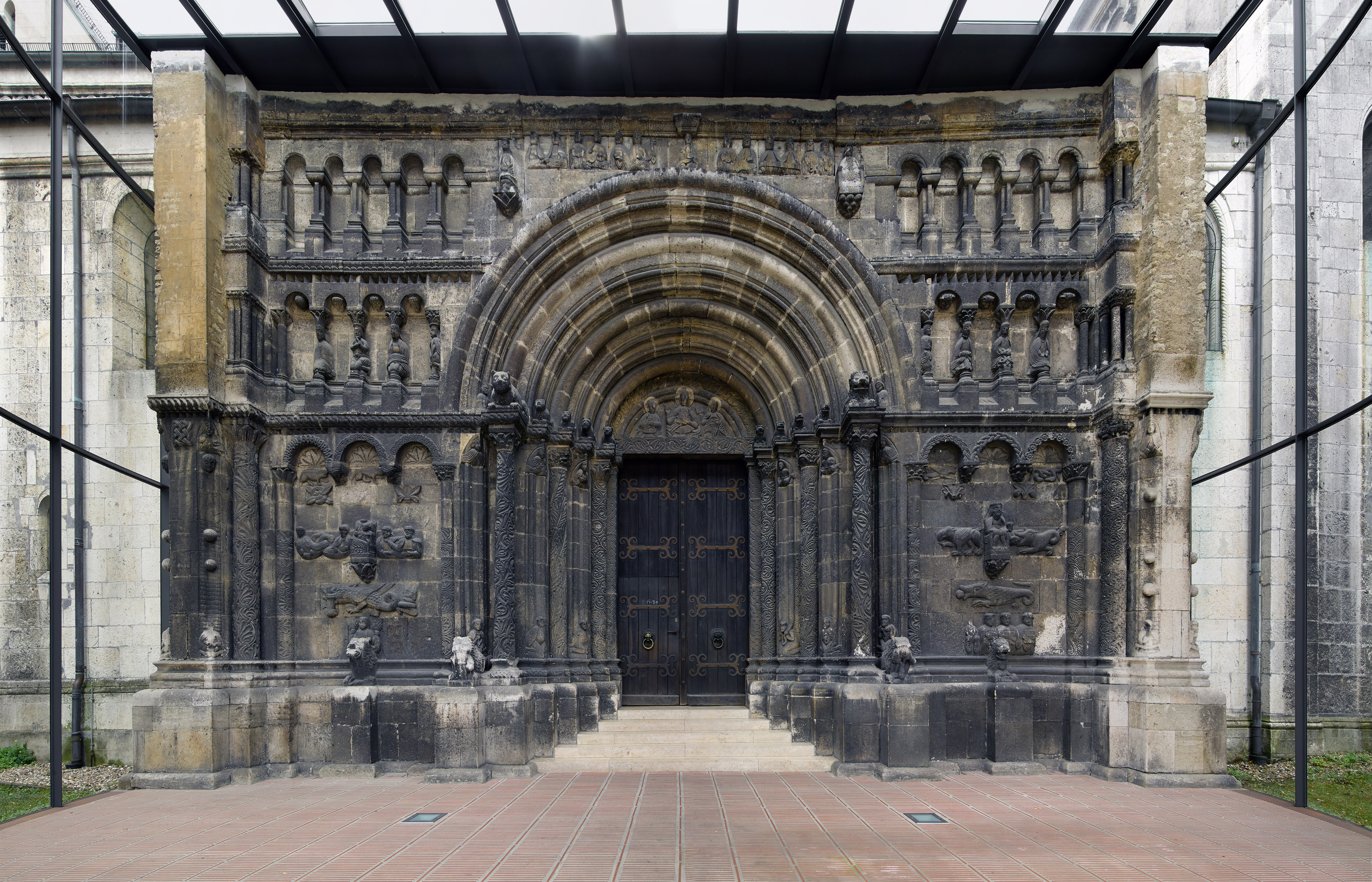
Puerta de los escoceses en el monasterio de Ratisbona.

La actividad de los monjes hiberno-escoceses en Europa disminuyó gradualmente después de la muerte de Columba. Hubo fundaciones monásticas en la Inglaterra anglosajona, la primera en Cnobheresburg (un lugar desconocido de la Anglia Oriental, posiblemente el Castillo de Burgh), mencionada por Beda el Venerable. Otras fueron la abadía de Malmesbury, tal vez Bosham y la abadía de Glastonbury, que tuvo fuertes vínculos con los monjes irlandeses, si bien ya existía antes de su llegada. El prestigio de Iona disminuyó, y desde 698 hasta el reinado de Carlomagno en la década de 770, los esfuerzos de evangelización en el reino franco continuaron por la misión anglosajona.
Según algunas crónicas, monjes irlandeses conocidos como papar estuvieron presentes en Islandia antes de que los nórdicos se establecieran allí en el siglo IX. Entre los monjes irlandeses que estuvieron activos en la Europa Central se encontraban dos teólogos particularmente importantes, Marianus Scotus y Johannes Scotus Eriugena. Se conoce un texto, escrito en alto alemán medio y conocido como Carlomagno y los Santos escoceses (BL Harley 3971) que relata varias leyendas en torno a las fundaciones de los monjes hiberno-escoceses.
La regla de San Columba, que originalmente era seguida en la mayoría de estos monasterios, pronto fue reemplazada por la de San Benito. Más tarde, los misioneros gaélicos fundaron Honau en Baden (hacia 721), Murbach en Alsacia superior (alrededor de 727), Altomünster en la alta Baviera (hacia 749), mientras que otros monjes gaélicos restauraron St Michel en Thiérache (940), Walsort cerca de Namur (945) y, en Colonia, los monasterios de San Clemente (hacia 953), San Martín (ca. 980), San Sinforiano (ca. 990) y San Pantaléon (1042).
Hacia el final del siglo XI y comienzos del XII, surgieron una serie de Schottenklöster destinados a los monjes escoceses e irlandeses, exclusivamente, en Alemania. En 1072, tres monjes escoceses, Marianus, Iohannus y Candidus, tomaron su residencia en la pequeña iglesia de Weih-San Pedro en Ratisbona. Su número aumentó pronto y se construyó un monasterio más grande para ellos (ca. 1090) por el margrave Otto de Ratisbona y su hermano Enrique. Este convento se convirtió en el famoso monasterio de Santiago de Ratisbona, la casa madre de una gran serie de Schottenklöster. Se fundaron abadías de Santiago en Wurzburgo (ca. 1134), San Egidio de Núremberg (1140), Santiago en Constanza (1142), el Schottenstift de Viena (1158), San Nicolás en Memmingen (1168), Santa Cruz en Eichstätt (1194) y el monasterio de Kelheim (1231). Estos, junto con la Abadía de Santiago en Erfurt (1036) y el monasterio de Weih-San Pedro de Ratisbona, formaronn la famosa congregación de Schottenklöster alemanes erigida por Inocencio III en 1215, con el abad de Santiago de Ratisbona como abad general.

## A partir delsigloXIV
En los siglos XIV y XV, la mayoría de estos monasterios entraron en declive, en parte por falta de monjes de Escocia o Irlanda y en parte por la gran laxitud de disciplina y las dificultades financieras. En consecuencia, las abadías de Núremberg y Viena fueron retiradas de la Congregación escocesa y refundadas por monjes alemanes en 1418. La abadía de Santiago de Wurzburgo quedó sin monjes después de la muerte del abad Felipe en 1497. A continuación, fue refundada por monjes alemanes y en 1506 se unió a la Congregación de Bursfelde. En 1595, sin embargo, fue restituida a la Congregación escocesa y continuó ocupada por monjes escoceses hasta su supresión en 1803. La abadía de Constanza comenzó a declinar en la primera mitad del siglo XV y fue suprimida en 1530. La de Memmingen también desapareció durante el período de la Reforma protestante. La abadía de la Santa Cruz de Eichstätt parece haber cesado en el siglo XIV. Como consecuencia de la Reforma protestante en Escocia, muchos benedictinos escoceses dejaron su país y se refugiaron en los Schottenklöster de Alemania durante el siglo XVI. Los monasterios escoceses en Ratisbona, Erfurt y Wurzburgo comenzaron de nuevo a florecer temporalmente, pero fueron inútiles todos los esfuerzos para recuperar los monasterios de Núremberg, Viena y Constanza para los monjes de nacionalidad escocesa.
En 1692, el abad Placidus Flemming de Ratisbona reorganizó la Congregación escocesa, que ahora comprendía los monasterios de Ratisbona, Erfurt y Wurzburgo, el único Schottenkloster restante en Alemania. También erigió un seminario en relación con el monasterio en Ratisbona. Pero la secularización forzosa de monasterios en 1803 pone fin a las abadías escocesas de Erfurt y Wurzburgo, dejando a la de Santiago de Ratisbona como el único Schottenkloster superviviente en Alemania. Aunque desde 1827 se le permitió a este monasterio de nuevo aceptar a novicios, el número de sus monjes disminuyó a dos capitulares en 1862. Sin esperanzas en su resurgimiento, el papa Pío IX suprimió este último Schottenkloster en su breve pontificio de 2 de septiembre de 1862. Sus ingresos se distribuyeron entre el Seminario Diocesano de Ratisbona y el Colegio Escocés de Roma.